# Longin Cegielski
Longin Cegielski (ur. 12 marca 1920 w Moszczenicy, zm. 29 stycznia 1987 w Warszawie) – działacz ludowy, doktor nauk rolnych, ekonomista i polityk. Poseł na Sejm PRL VI, VII i VIII kadencji, w latach 1976–1980 wiceprezes Rady Ministrów.

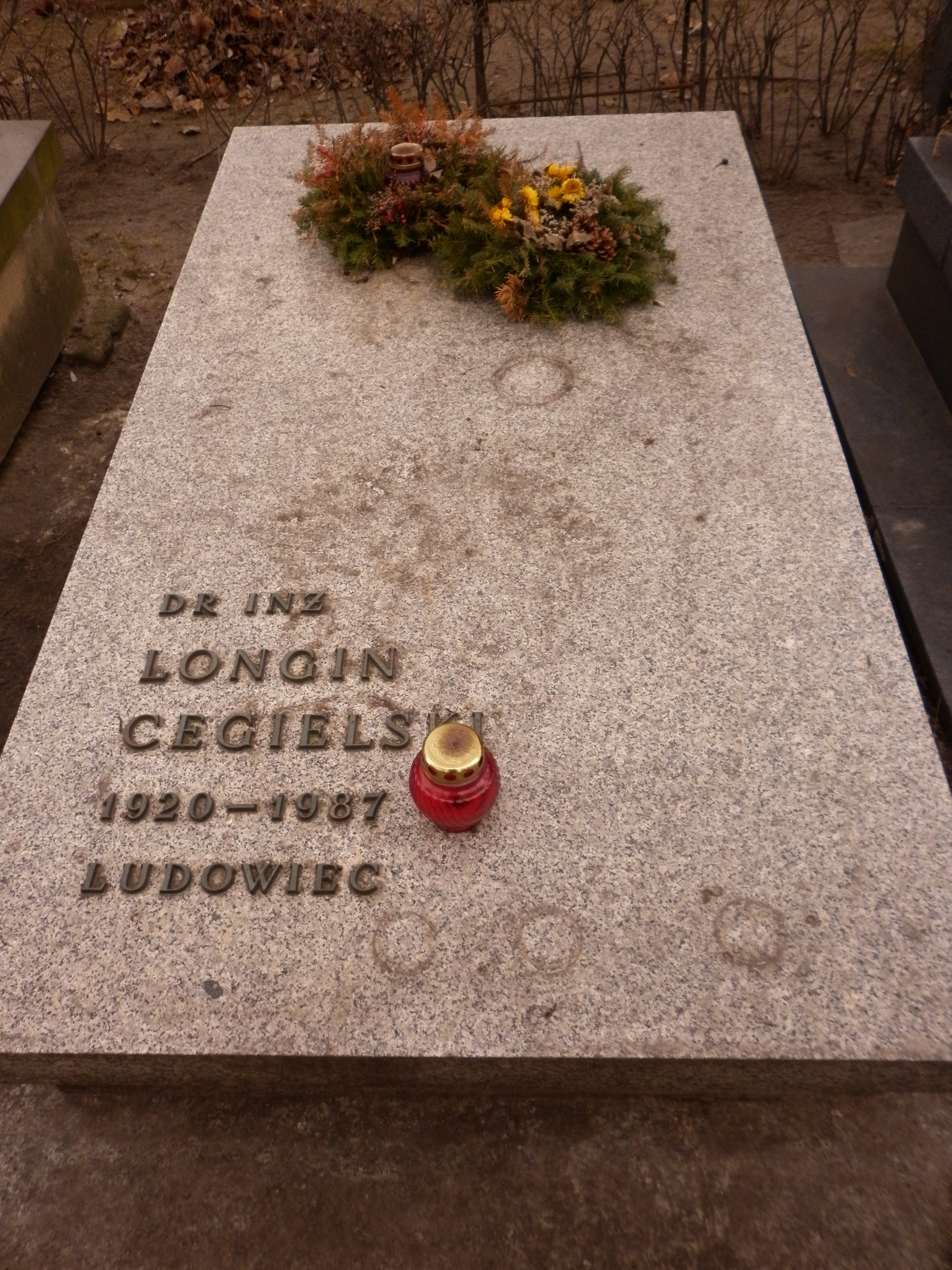
Nagrobek Longina Cegielskiego

## Życiorys
Ukończył nauki rolnicze na Politechnice Lwowskiej i Uniwersytecie Jagiellońskim (1946). W 1964 uzyskał stopień doktora nauk rolnych w Szkole Głównej Gospodarstwa Wiejskiego w Warszawie.
W latach II wojny światowej prowadził tajne nauczania oraz był od 1940 żołnierzem Związku Walki Zbrojnej, od 1940 Armii Krajowej, a od 1943 Batalionów Chłopskich na terenie obwodu nowosądeckiego, gorlickiego i tarnowskiego. Używał pseudonimów Andrzej i Dębosz.
Od 1 września 1946 należał do Stronnictwa Ludowego, następnie od 1949 do Zjednoczonego Stronnictwa Ludowego. W latach 1948–1949 kierownik Wydziału Ekonomiczno-Rolnego w Wojewódzkim Zarządzie Związku Samopomocy Chłopskiej we Wrocławiu. Od 1953 do 1957 kierował działem redakcji „Zielonego Sztandaru”. Pracował w aparacie partyjnym, był kierownikiem referatu wydziału ekonomiczno-rolnego Naczelnego Komitetu Wykonawczego ZSL (1950–1952), i członkiem głównej komisji kontroli NKW. W 1969 został członkiem Naczelnego Komitetu ZSL, a w 1971 członkiem prezydium NK. Obie funkcje opuścił w 1980, w 1971 krótko sekretarz NK.
Od 1957 do 1968 pracował jako radca w Urzędzie Rady Ministrów oraz dyrektor gabinetu wicepremiera. W latach 1968–1971 był podsekretarzem stanu w Ministerstwie Rolnictwa. W latach 1971–1976 zastępca przewodniczącego Komisji Planowania przy Radzie Ministrów. Od 1972 do 1985 był posłem na Sejm PRL VI, VII i VIII kadencji, w 1980 pełnił funkcję przewodniczącego klubu poselskiego ZSL w Sejmie VIII kadencji. W okresie od marca 1976 do kwietnia 1980 był wicepremierem w rządzie Piotra Jaroszewicza i Edwarda Babiucha. 
Pochowany został z honorami 3 lutego 1987  na Cmentarzu Wojskowym na Powązkach w Warszawie (kwatera 31B-tuje-8). W imieniu ówczesnych władz w pogrzebie uczestniczyli m.in. wicepremierzy Zbigniew Gertych i Józef Kozioł.

## Odznaczenia
- Order Sztandaru Pracy I klasy
- Order Sztandaru Pracy II klasy
- Krzyż Komandorski Orderu Odrodzenia Polski (1969)[3]
- Krzyż Oficerski Orderu Odrodzenia Polski
- Krzyż Kawalerski Orderu Odrodzenia Polski
- Krzyż Partyzancki
- Złoty Krzyż Zasługi (1955)[4]
- Medal Rodła
- Medal 10-lecia Polski Ludowej (1955)[5]

## Życie prywatne
Syn Jana i Heleny, ojciec historyka Tadeusza Cegielskiego oraz dziennikarza i dyplomaty Piotra Cegielskiego, dziadek dziennikarza Maksa Cegielskiego.